# Rhinolambrus
Rhinolambrus is een geslacht van kreeftachtigen uit de klasse van de Malacostraca (hogere kreeftachtigen).

## Soorten
- Rhinolambrus contrarius (Herbst, 1804)
- Rhinolambrus cybelis (Alcock, 1895)
- Rhinolambrus hayamaensis (Sakai, 1965)
- Rhinolambrus lamelliger (White, 1847)
- Rhinolambrus lippus (Lanchester, 1902)
- Rhinolambrus longispinus (Miers, 1879)
- Rhinolambrus minimus Ward, 1942
- Rhinolambrus parvus (Rathbun, 1916)
- Rhinolambrus pelagicus (Rüppell, 1830)
- Rhinolambrus rudis (Rathbun, 1916)
- Rhinolambrus sisimanensis (Serène & Umali, 1972)
- Rhinolambrus spinifer (Haswell, 1880)
- Rhinolambrus turriger (White, 1847)